# 日の出 (クロード・ロラン)
『日の出』（ひので、仏: L'Aube, 英: Sunrise）は、フランスのバロック時代の古典主義の画家クロード・ロランがおそらく1646年から1647年に制作した風景画である。油彩。ドレスデンのアルテ・マイスター絵画館に所蔵されている『エジプトへの逃避途上の休息のある風景』（Paysage avec le repos pendant la fuite en Égypte）の対作品と考えられている。イギリスの画家でロイヤル・アカデミーの初代会長であるジョシュア・レノルズ卿が所有したことが知られ、現在はニューヨークのメトロポリタン美術館に所蔵されている。

## 作品

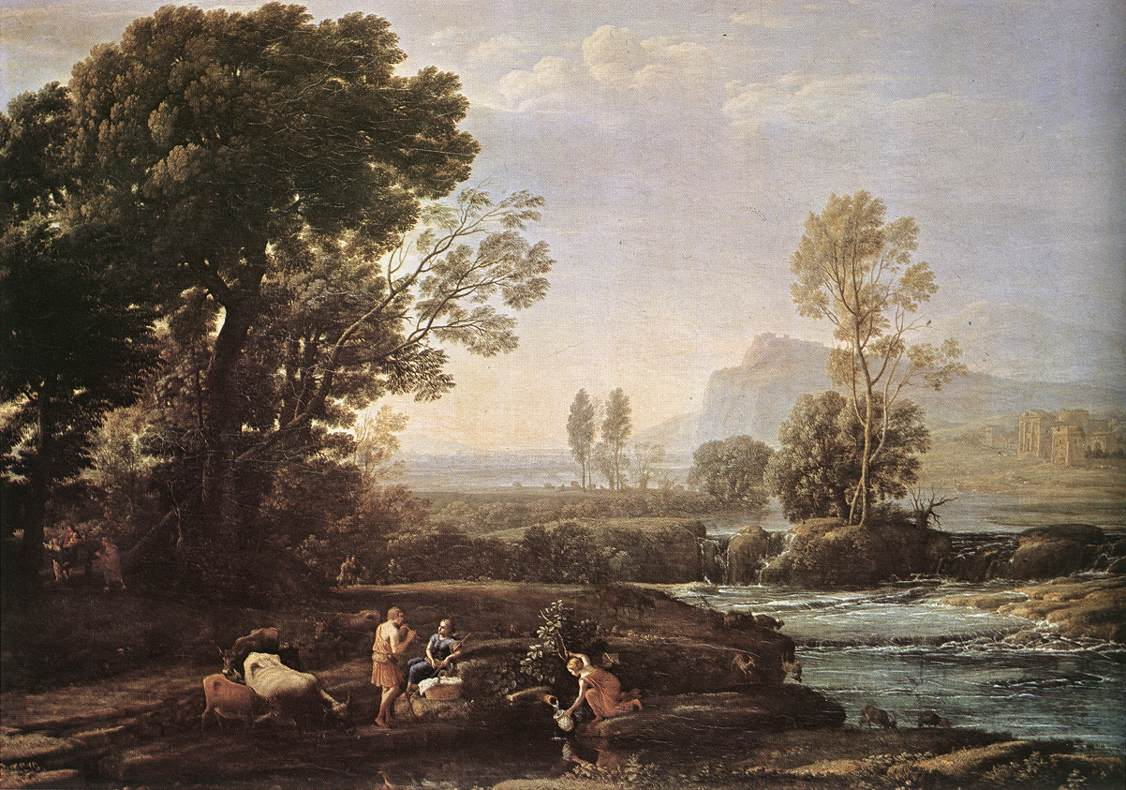
対作品と考えられている『エジプトへの逃避途上の休息のある風景』。1647年。クロード・ロランは同主題をしばしば取り上げた。アルテ・マイスター絵画館所蔵。

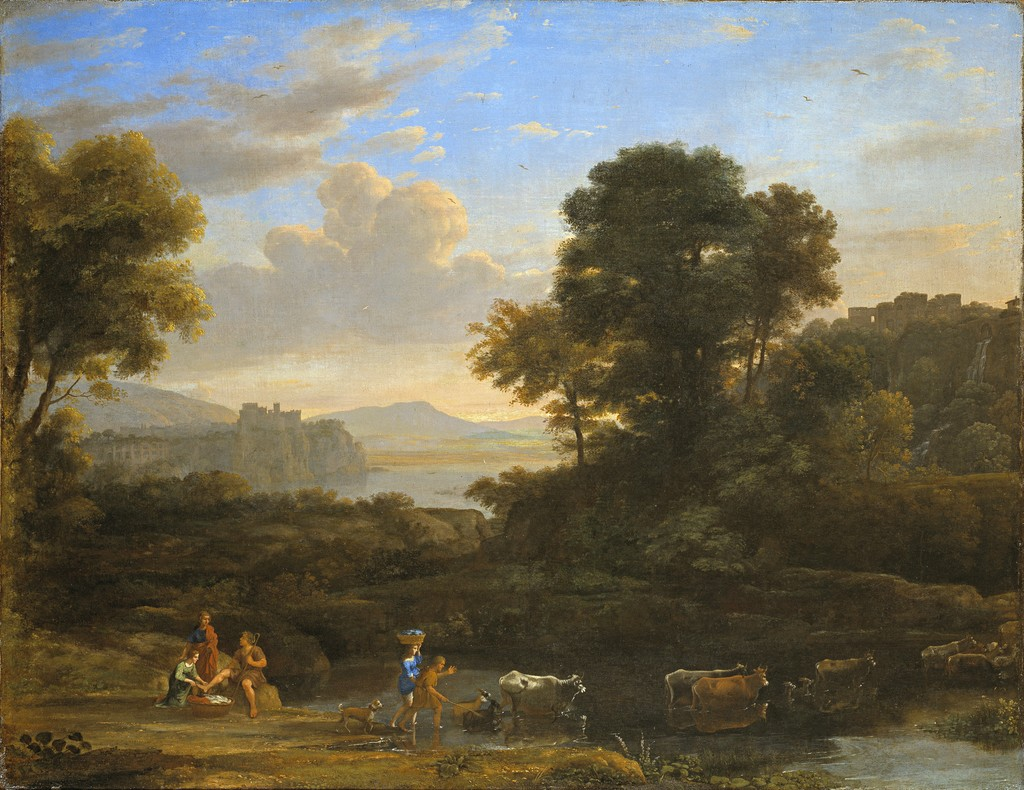
クロード・ロランの『田園風景』。1646年から1647年。ティムケン美術館所蔵。

クロード・ロランは朝早く家畜を放牧するために出かける牛飼いの男女と山羊飼いを描いている。牛飼いの男女は牛の群れの最後尾を歩く驢馬の背中に乗り、小川の浅瀬を渡ろうとしている。その後方では山羊の群れが小川を渡ろうとしており、山羊飼いが山羊たちを追い立てている。しかし2頭の山羊が群れから外れ、草を食んでいるのが見える。牛飼いの女は驢馬の背中に横向きに座り、山羊飼いのほうを振り向いている。小川の対岸には木々がまばらに立ち並び、その向こうに田園風景広がり、小高い丘の上に城や民家が立ち並んでいる。朝日の光は画面全体に広がり、田園風景や高い青空にたなびく雲を黄金色に輝かせているが、対岸の岸や木々は影を作り出し、小川の流れを暗がりで覆っている。
クロード・ロランは地平線を比較的低い位置に設定し、ピンク色を帯びた雲がたなびく青空を強調し、木々を画面に広く配置することで、大きな明るさと広がりの効果を生み出している。また前景の動物と放牧者の長い列は、クロード・ロランの風景画に頻繁に登場し、構図の水平性を強調している。クロード・ロランは友人であった画家ニコラ・プッサンとともに、古典的な風景画の伝統の発展に重要な役割を果たした。しかし、プッサンの風景画に厳格なテーマ、哀愁、極端な天候が散見されるのとは対照的に、クロード・ロランは日の出や日没を描写する際に最もよく表れる、想像上の黄金時代を思わせる理想的で調和のとれた性質に忠実であり続けた。
1647年に制作された『エジプトへの逃避途上の休息のある風景』はほぼ同じサイズであり、本作品の対作品と考えられている。本作品の制作年代も『エジプトへの逃避途上の休息のある風景』に基づき、1647年あるいは1648頃と考えられている。両作品は画家自身が作成した作品目録『リベル・ヴェリタリス』では並んで記載されており、いずれも母国フランスのリヨンの顧客のために制作されたことが記録されている。たとえば本作品は作品番号109として記載され、構図のスケッチの裏側に「リヨンの（匿名の顧客の）ための絵画」（Tableaux faict pour lions）であると記されている。これに対して、『エジプトへの逃避途上の休息のある風景』は作品番号110として記載され、裏面に「リヨンのムッシュ・パラソンのための絵画」（quadro pour mr parasson a Lions）であると記されている。絵画の所有者の1人であったド・メルヴァル（de Merval）は、現在カリフォルニア州サンディエゴのティムケン美術館に所蔵されている『田園風景』（Paysage pastoral, 1646年-1647年）を本作品と組み合わせていたことが知られている。しかし美術史家マルセル・レートリスベルガーは『日の出』と『エジプトへの逃避途上の休息のある風景』を一貫して対作品と見なしている（1958年、1961年、1968年）。レートリスベルガーは1958年に両作品を「パラソンのための牧歌的風景」と呼び、「対照的均衡」において互いに補完し合う絵画として機能していると述べている。
画面の前景と中景が経年とともに暗くなっているが、クロード・ロランの絵画では珍しくない。パリのルーヴル美術館に所蔵されている2点の牧畜民の素描と1点の農家の素描は、それぞれおそらく画面左下の人物と丘の中腹にある建築物のモデルとなっている。

## 来歴
一般的に本作品は『エジプトへの逃避途上の休息のある風景』とともにリヨンのムッシュ・パラソン（Mr. Parasson）のために制作されたと考えられている。その後、絵画はパリのド・メルヴァルの手に渡り、1768年に売却された。肖像画家ジョシュア・レノルズは1775年に本作品を入手し、死去する1792年まで所有した。レノルズの死後、絵画は第2代準男爵エイブラハム・ヒュームに遺贈された。以前は、レノルズ死後の競売で売却されたロット番号84の風景画と同一視されていたが、現在は否定されている。その後、ヒューム卿は絵画を義理の息子である初代ファンバラ男爵チャールズ・ロングに与え、さらに彼の甥にあたるサミュエル・ロング（Samuel Long）に相続された。彼が1881年に死去すると、翌年その財産はクリスティーズで売却され、美術商アッシャー・ヴェルトハイマー（Asher Wertheimer）によって購入された。さらに絵画は美術収集家の初代モンセラート子爵フランシス・クックの手に渡り、最終的に子爵の子孫で芸術家であった第4代準男爵フランシス・クックに相続された。1946年に美術商F・A・ドレイ（F. A. Drey）に売却されたのち、ルドルフ・J・ハイネマンとノードラー商会によってメトロポリタン美術館に売却された。

## 影響
プッサンの義弟にあたる同時代の画家ガスパール・デュゲは、『リベル・ヴェリタリス』に記載された本作品のスケッチを模写したと思われる素描を描いた。この素描も現在はメトロポリタン美術館に所蔵されている。